# Franz Wilhelm Schweigger-Seidel
Franz Wilhelm Schweigger-Seidel (* 16. Oktober 1795 in Weißenfels als Franz Wilhelm Seidel; † 5. Juni 1838 in Halle (Saale)) war ein deutscher Mediziner und Chemiker.

## Leben
Seidel, Sohn des Lehrers Carl August Gottlieb Seidel, nahm nach dem Tod seines Vaters im Herbst 1822 den Namen Schweigger als Ehrung für den in Sizilien ermordeten Botaniker August Friedrich Schweigger an. 1827 wurde er Professor für Medizin an der Universität Halle. 1828 wurde er zum Mitglied der Leopoldina gewählt. 1829 begründete er in Halle das Pharmazeutische Institut, dessen Direktor er auch war.
Sein Sohn war der Mediziner Franz Schweigger-Seidel (* 24. September 1834 in Halle; † 23. August 1871 in Halle).